# Cochliobolus homomorphus
Cochliobolus homomorphus är en svampart som beskrevs av Luttr. & Rogerson 1959. Cochliobolus homomorphus ingår i släktet Cochliobolus och familjen Pleosporaceae.   Inga underarter finns listade i Catalogue of Life.